# Domeinautoriteit
De domeinautoriteit (voornamelijk gekend onder de term Domain Authority of DA) van een domeinnaam beschrijft de sterkte en gekendheid van het linkprofiel van een specifieke domeinnaam. Het is een zoekmachinerankingscore ontwikkeld door het Amerikaanse bedrijf Moz. 
De crawler van Moz bezoekt zoveel mogelijk webpagina's wereldwijd, en houdt bij welke webpagina's verwijzen naar een specifieke URL. Op basis daarvan wordt de score bepaald. Zo heeft de Nederlandstalige Wikipedia eind 2021 een DA van 92. Om te vermijden dat spamlinks aangemaakt worden, kunnen websites het attribuut "nofollow" toevoegen aan de bewuste link. Hoewel die link dan opgepikt kan worden door Moz, wordt er bij de bepaling van de DA geen rekening gehouden met de link. 